# Encyrtus albidus
Encyrtus albidus är en stekelart som beskrevs av Hayat 1970. Encyrtus albidus ingår i släktet Encyrtus och familjen sköldlussteklar.
Artens utbredningsområde är Bangladesh. Inga underarter finns listade i Catalogue of Life.